# Iwata Kentarō
Iwata Kentarō (岩田 健太郎 Nham Điền Kiện Thái Lang,  sinh năm 1971) là một bác sĩ, giáo sư và chuyên gia về bệnh truyền nhiễm Nhật Bản tại Đại học Kobe.

## Sự nghiệp
Sau khi tốt nghiệp Đại học Y khoa Shimane (nay là Khoa Y của Đại học Shimane) vào năm 1997, Iwata trở thành bác sĩ nội trú làm việc tại Bệnh viện Chubu tỉnh Okinawa. Trong năm tiếp theo, ông trở thành một bác sĩ nội trú làm việc tại Bệnh viện St. Luke's Roosevelt của Đại học Columbia.
Iwata bắt đầu sự nghiệp với tư cách là bác sĩ nội khoa tại bệnh viện đa khoa Mount Sinai Beth Israel vào năm 2001. Năm 2004, ông trở về Nhật Bản và được Trung tâm Y tế Kameda tuyển dụng, ông được bổ nhiệm làm Trưởng khoa Truyền nhiễm, người đứng đầu các Bệnh Truyền nhiễm Y tế Hỗn hợp. Từ năm 2008, ông là Giáo sư Trưởng khoa Lâm sàng của Đại học Kobe.

## Sự bùng phát COVID-19
Trong suốt đại dịch COVID-19, du thuyền Diamond Princess đã bị cách ly tại cảng Yokohama ở Nhật Bản. Iwata chỉ trích mạnh mẽ việc quản lý tình huống trong hai video YouTube được lưu hành rộng rãi và được công bố vào ngày 18 tháng 2 năm 2020. Trong các video, ông mô tả các điều kiện của Diamond Princess bị cách ly là "hoàn toàn hỗn loạn", và gọi con tàu là "cối xay COVID-19". Ngày 20 tháng 2 cùng năm, ông đã tự xóa số video trên và nói rằng "không cần phải thảo luận thêm về điều này". Ông cũng phủ nhận rằng mình đã bị áp lực phải xóa các video này.